# Aussou
Pour les articles homonymes, voir Sou (homonymie) et Aussoue.
L'Aussou est une rivière française qui coule dans le département de l'Aude, région d'Occitanie, il est l'un des principaux affluents de l'Orbieu. À ne pas confondre avec l'Aussoue qui est un affluent de la Save.

## Géographie
L'Aussou prend sa source dans la commune de Fontjoncouse, dans les Corbières (Aude).
La rivière s'écoule de Sud/Est en Nord/Est, pour se jeter dans l'Orbieu à Ornaisons.
La longueur de son cours d'eau est de 17,4 km.

### Communes et cantons traversés
Dans le seul département de l'Aude, l'Aussou traverse les six communes suivantes : Thézan-des-Corbières, Montséret, Saint-André-de-Roquelongue, Boutenac, Bizanet, Ornaisons.

### Organisme gestionnaire
L'Aussou est géré par la direction départementale des territoires et de la mer de l'Aude (DDTM de l'Aude). Cela concerne notamment les demandes de prélèvement d'eau pour l'agriculture, de création de retenues d'eau, etc.

## Affluents
L'Aussou est alimenté par une multitude de petits ruisseaux plus ou moins importants, en voici une liste non exhaustive publiée sur le site SANDRE :
| Cours d'eau              | Long.   | Source                     | Versant                    | Affluent |
| Ruisseau de la Caune     | 1,4 km  | Thézan-des-Corbières       | Thézan-des-Corbières       | |
| Ruisseau de Donos        | 5,8 km  | Fontjoncouse               | Thézan-des-Corbières       | |
| Ruisseau de Saint-Estève | 5,1 km  | Fontjoncouse               | Thézan-des-Corbières       | Ruisseau des clauses 4,2 km |
| Ruisseau de la Prade     | 5,3 km  | Thézan-des-Corbières       | Montséret                  | Ruisseau du buis 7,3 km Ruisseau de pissadou 2,6 km |
| Ruisseau de Font-Sainte  | 2,5 km  | Montséret                  | Saint-André-de-Roquelongue | |
| Ruisseau de la Caminade  | 10,5 km | Saint-André-de-Roquelongue | Saint-André-de-Roquelongue | Ruisseau du vicomte 1,3 km Ruisseau des aragnés 1,3 km Ruisseau de la pinède 1,4 km Ruisseau de la lauzade 2,2 km Ruisseau de pradines 2,3 km Ruisseau de l'oustesse 2,3 km Ruisseau du bugua 2,5 km Ruisseau d'alvern 4,4 km |
| Ruisseau de Saint-Estève | 7,1 km  | Saint-André-de-Roquelongue | Bizanet                    | Ruisseau uisseau de la casquette 1,4 km Ruisseau de saint-romé 2,9 km |
| Ruisseau de Villemajou   | 3,2 km  | Saint-André-de-Roquelongue | Bizanet                    | |
| Ruisseau de la Clotte    | 1,5 km  | Boutenac                   | Boutenac                   | |
| Ruisseau de la Jasse     | 4,5 km  | Boutenac                   | Boutenac                   | |
| Ruisseau de Marre        | 1,1 km  | Boutenac                   | Ornaisons                  | |
| Ruisseau de Fontfroide   | 8,8 km  | Bizanet                    | Ornaisons                  | Ruisseau de la quille 1,7 km Ruisseau du roc des naux 1,1 km Ruisseau de loumet 1,7 km Ruisseau de la combe du désert 2,34 km Ruisseau du pontarrou 1,3 km Ruisseau des pradels 4 km                                          |
| Ruisseau de la Gourgue   | 5 km    | Bizanet                    | Bizanet                    | Ruisseau de la caguille 2,2 km Ruisseau du mont long 1,6 km Ruisseau de quillanet 6,7 km |
| Ruisseau du Monge        | 1,8 km  | Bizanet                    | Ornaisons                  | |
| Ruisseau de Pré Melou    | 4,2 km  | Boutenac                   | Ornaisons                  | |